# When I Look into Your Eyes
When I Look into Your Eyes è una power ballad del gruppo musicale statunitense FireHouse, estratta come secondo singolo dal loro secondo album Hold Your Fire nell'agosto 1992. Divenne il secondo brano di maggior successo del gruppo, raggiungendo l'ottavo posto della Billboard Hot 100 la settimana del 17 ottobre 1992. Debuttò inoltre alla posizione numero 65 della Official Singles Chart nel Regno Unito il 19 dicembre 1992.

## Tracce
1. When I Look Into Your Eyes – 4:00
2. Rock You Tonight – 4:35
3. Get in Touch – 5:24

## Classifiche
| Classifica (1992)   | Posizione massima |
| ------------------- | ----------------- |
| Canada              | 18                |
| Regno Unito         | 65                |
| Stati Uniti         | 8                 |
| Stati Uniti (pop)   | 3                 |
| Stati Uniti (radio) | 20                |